# Phthersigena nebulosa
Phthersigena nebulosa är en bönsyrseart som beskrevs av Sjöstedt 1918. Phthersigena nebulosa ingår i släktet Phthersigena och familjen Amorphoscelidae. Inga underarter finns listade i Catalogue of Life.